# Свецький замок (Нижньосілезьке воєводство)
Свецький замок — замок, розташований на базальтовому пагорбі над селом Свеце у гміні Лешна Любанського повіту Нижньосілезького воєводства у Польщі. 

## Історія
Замок, ймовірно, було побудовано у XIV столітті за наказом свидницько-яворського князя Бернарда для захисту шляху, що пролягав від Лужиці до Любані та Єленьої Ґури. Він був одним із укріплень у так званому районі Квіси. Вперше був згаданий у 1329 році як castrum Sweta. Після включення Верхньої Лужиці до чеської корони замок втратив своє військове значення. 
Після пожежі 1527 році замок було відновлено у стилі ренесансу. Вкотре замок було перебудовано після пожежі у першій половині XVIII століття, коли у східній частині було збудовано бароковий палац. У 1827 році він знову згорів і з того часу залишався зруйнованим, хоча в XX столітті його ще частково використовували, коли тут було обладнано корчму.  Після Другої світової війни у східній частині замку було облаштовано соціальне житло, однак з 1960 року його було закинуто.

## Архітектура
Замок має неправильну овальну форму, довжиною близько 27 м і шириною 11 м. До складу замку входили: вежа (збереглася до нашого часу), житловий будинок у північно-західній частині, каплиця та подвір'я у східній частині. Замок було укріплено по периметру оборонним муром, з брамою із західного боку та ровом, а з півдня — прилеглим до нього передзамчем. У XVIII столітті, після чергової пожежі, зі східної сторони було побудовано бароковий палац. 

## Світлини

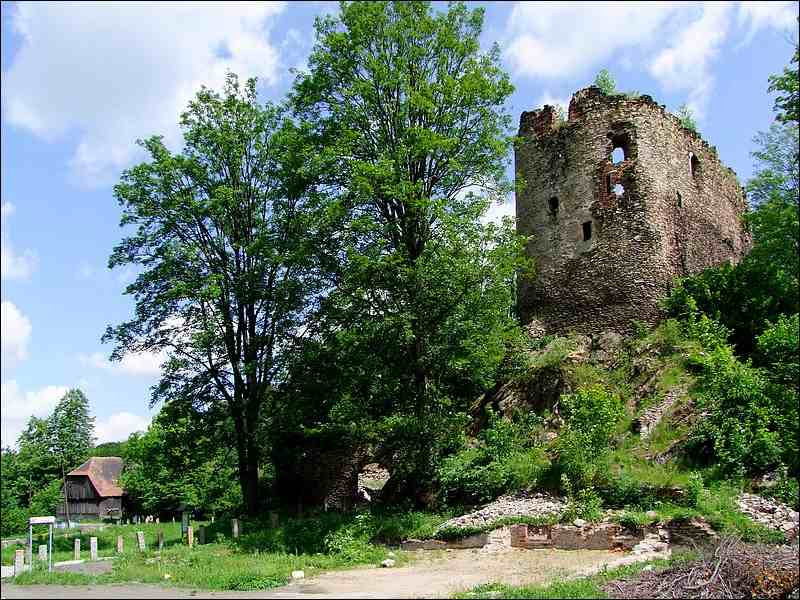
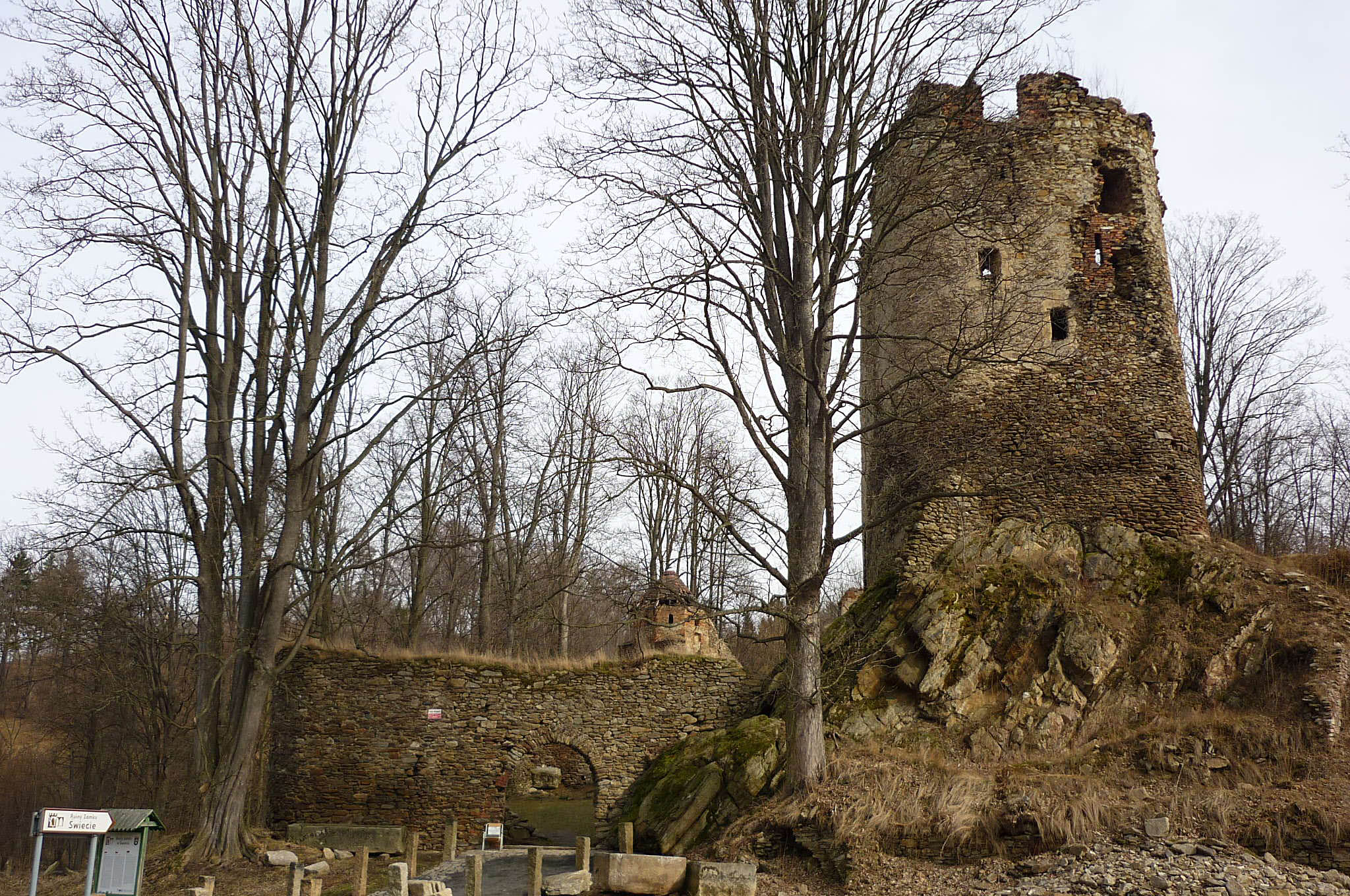
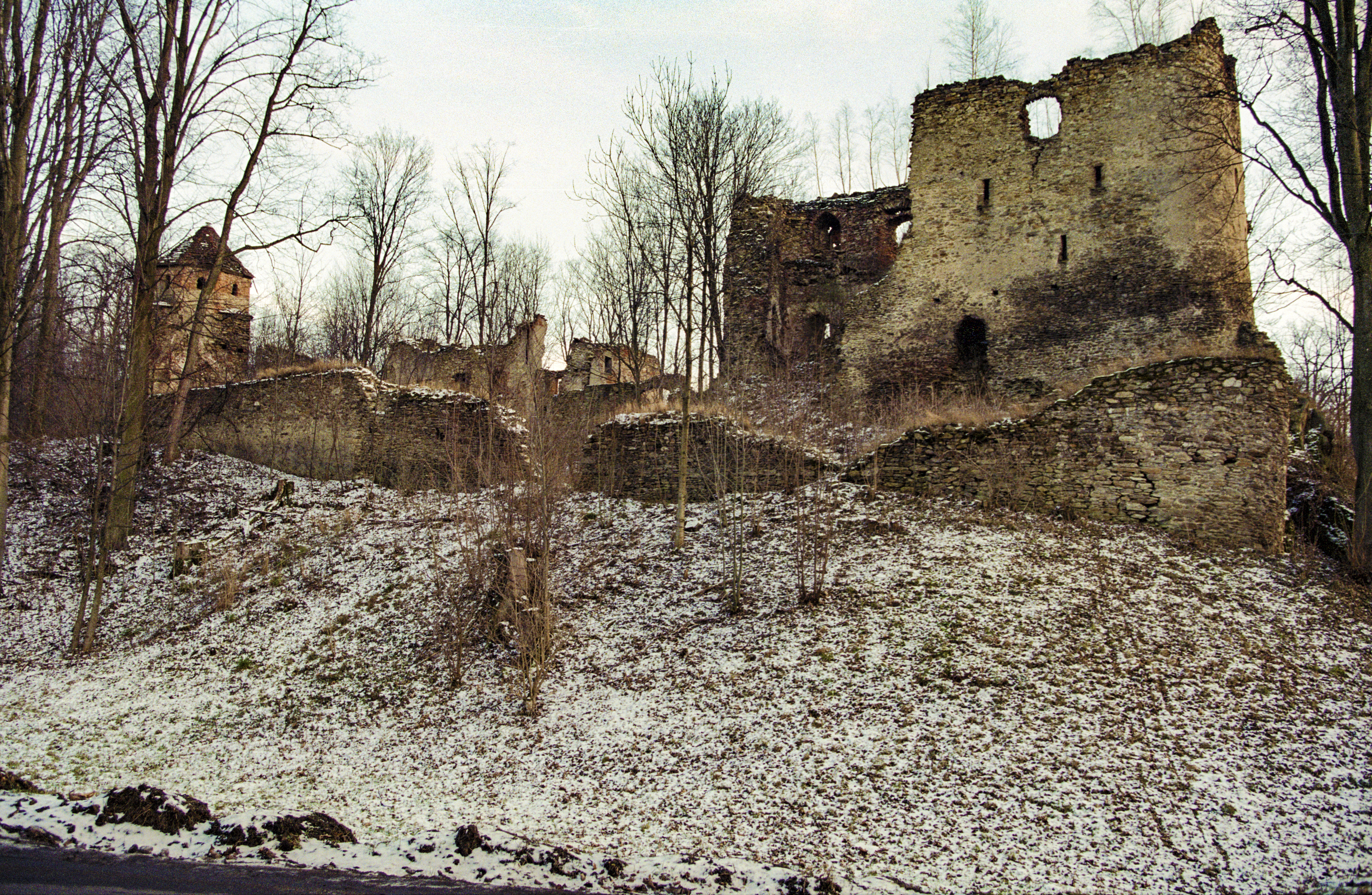
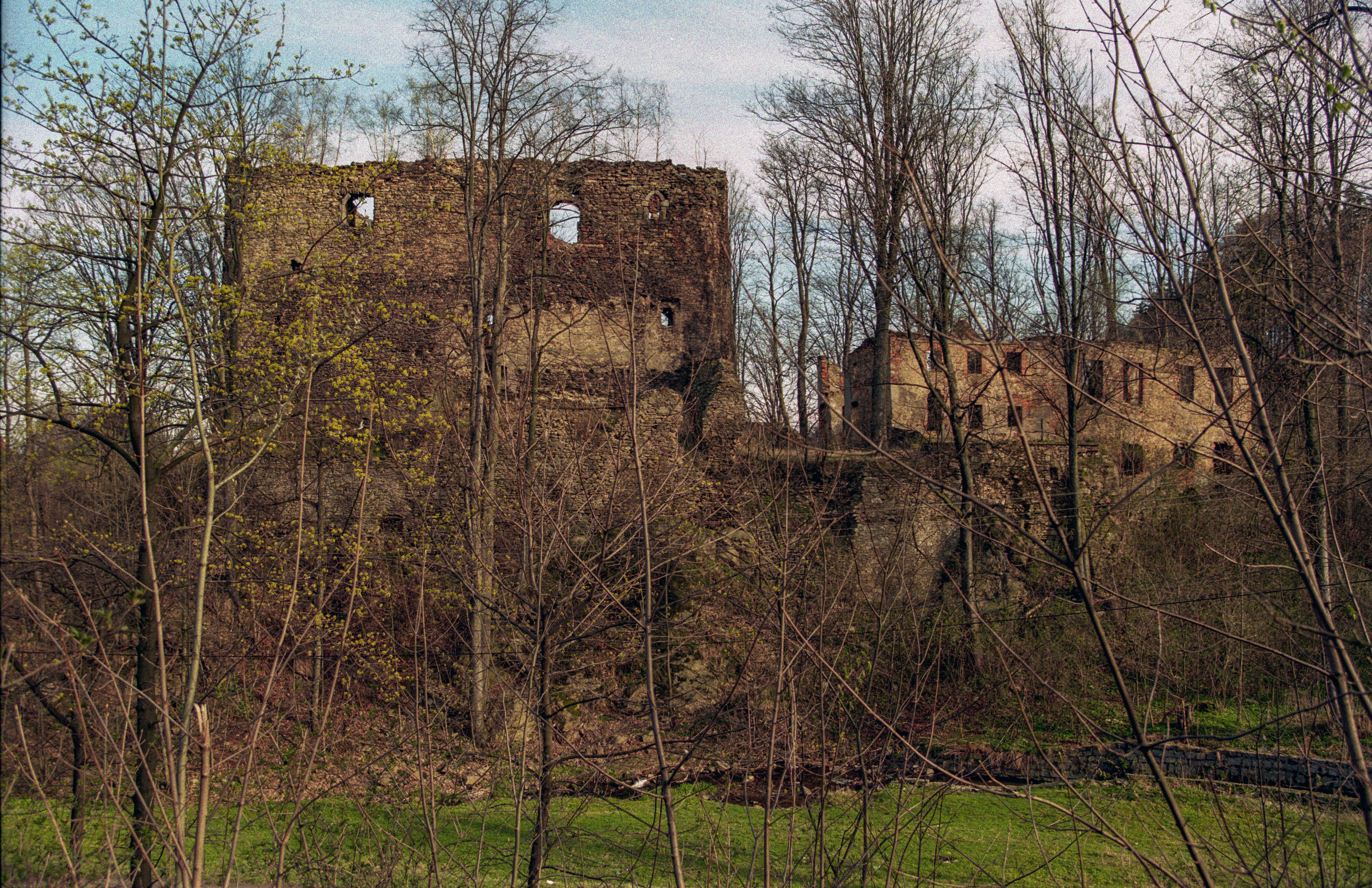
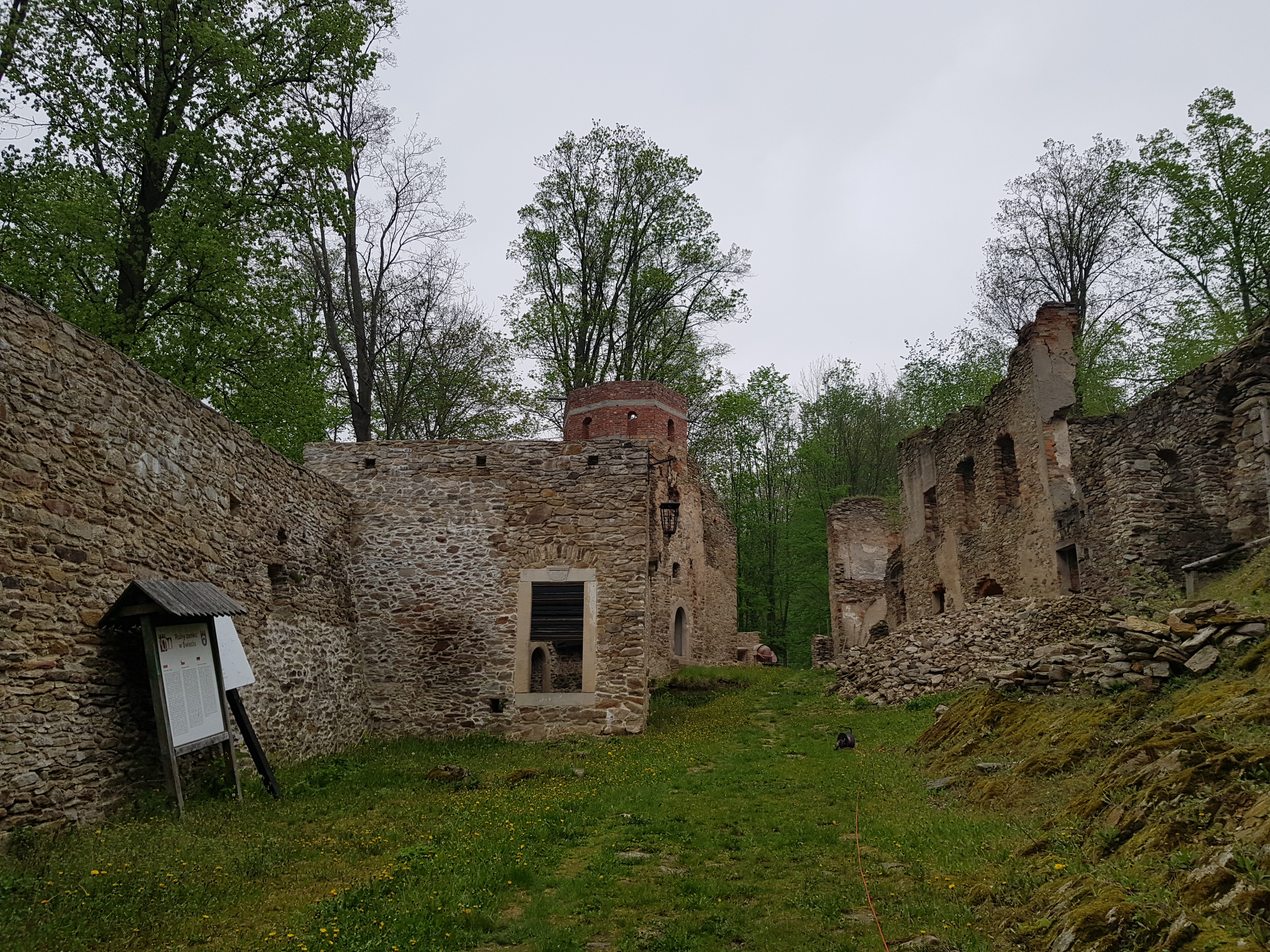
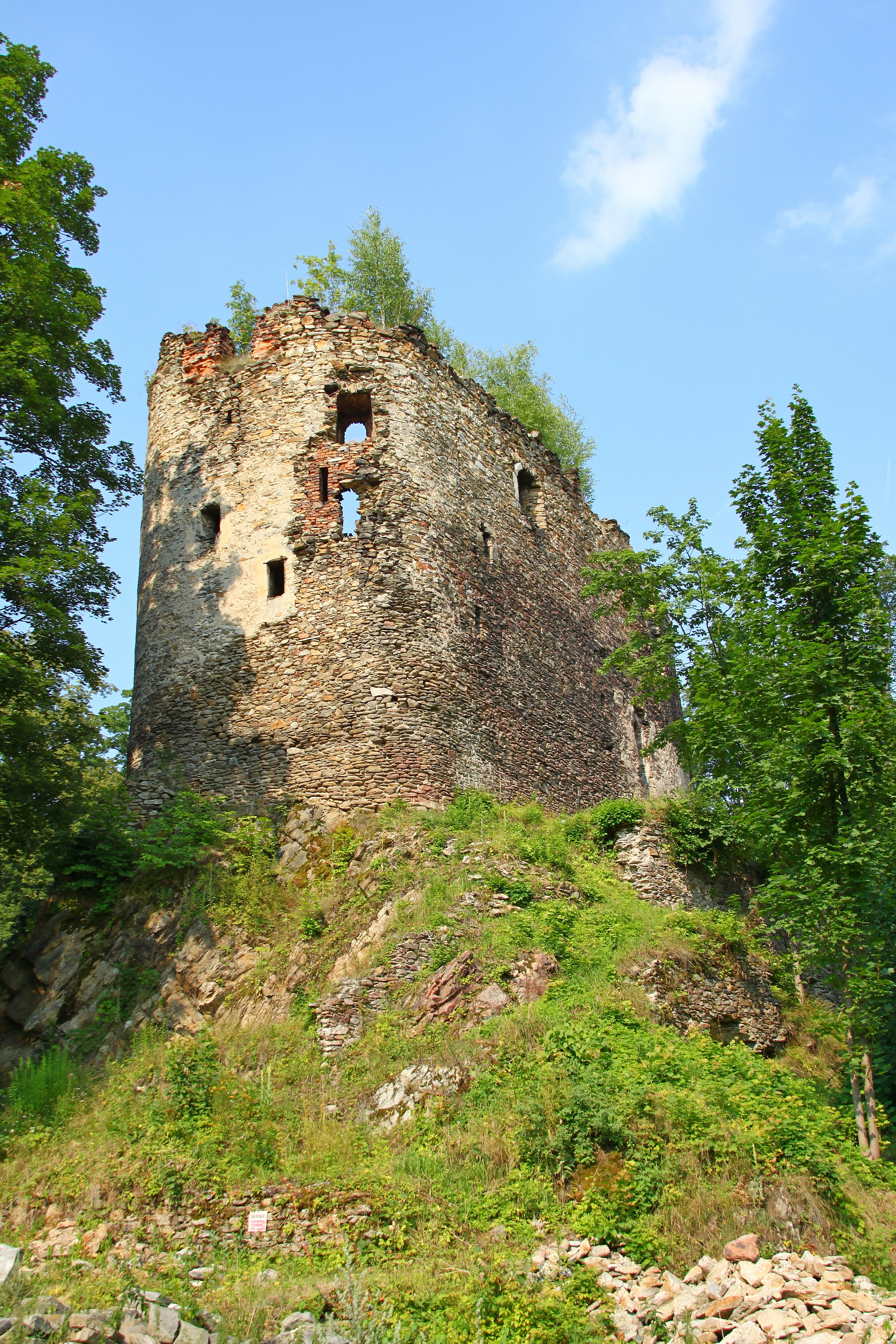